# 星の子チョビン
『星の子チョビン』（ほしのこチョビン）は、1974年4月5日から9月27日までTBS系列局で放送されていたテレビアニメである。渡辺企画（渡辺プロダクションのグループ会社）とTBSの共同製作。全26話。放送時間は毎週金曜 19:30 - 20:00 （日本標準時）。

## 概要
石森章太郎の原作により、講談社の『週刊少女フレンド』1974年14号 - 同年27号に掲載された。これまでの石森の作品とは一変、ファンタジー色の強い作品となっている。
スタジオ・ゼロが制作した最後のテレビアニメシリーズであり、渡辺プロダクションが初にして唯一、アニメ製作に関わった作品でもある。同プロ所属の藍美代子が主題歌を歌い、天地真理がナレーションを担当している。
渡辺企画側が石森プロにテレビアニメとしての企画を持ち込んだ制作経緯から、漫画版については「原作権を持ったコミカライズ」という性質となっている。

## あらすじ
悪党ブルンガによって妖精の星フェアリー・スターが乗っ取られ、その星の王子チョビンは母親と共に脱出する。避難途中に母と生き別れとなったチョビンだが、地球のトンカラ森にたどりつき、少女ルリの家に住むことになる。小さな体のチョビンは森の動物たちと共に、母親を見つけだし、父から託された「星のしずく」をフェアリー・スターに持ち帰り、故郷の平和を取り戻そうと、懸命にブルンガの放つ刺客に立ち向かっていく。

## 登場人物

### チョビンとその家族
チョビン
声 - 白石冬美
フェアリー・スターの王子。ブルンガによって故郷を追われて地球に逃亡し、天川家に居候することとなる。鞠のような体だが実は繭で、脱皮して大人となる。左腕には「星のしずく」というアイテムがある。
エクレア王妃
声 - 増山江威子
チョビンの母で、フェアリー・スターの王妃。逃亡中に行方不明になる。

### 天川家
天川ルリ
声 - 岡本茉利
チョビンと仲良くなった地球の少女。
天川博士
声 - 八木光生
ルリの祖父。元は天文学者だったが、今は隠居生活をしている。

### トンカラ森の仲間達
クマンどん
声 - 富田耕生
森のボス格であるクマ。食いしん坊で乱暴者だったが、チョビンと出会ってからは優しくなる。
チロチョン
声 - 松尾佳子
メスのモンシロチョウ。森の仲間の中では一番チョビンと仲が良い。情報収集が多い。
うさタン
声 - 山田康雄
クマンどんの子分であるウサギ。
アカベエ
声 - 永井一郎
同じくクマンどんの子分である赤い親ガエル。
ケロ
声 - 丸山裕子
アカベエの息子の子ガエル。アカベエの口の中に住む。なお、当初はセリフが無かったため、丸山の声が入るのはサギリが登場した後の第14話からである。
ふくろう
声 - 八奈見乗児
いつも木の枝に止まっているが、衝撃やチョビンの泣き声（物凄い強烈な音）などで枝から落ちて「地震かなァ」という（毎回そのシーンしか無い）。
サギリ
声 - 平井道子
第10話でトンカラ森にやってきたメスのサギ。気取り屋でいつも上品ぶっている。

### ブルンガ一味
ブルンガ
声 - 大木民夫
一味の首領にして、宇宙一の大悪党。フェアリー・スターを滅ぼし、チョビンを追って地球に来訪した。そしてトンカラ森の山奥に基地を構え、チョビンの「星のしずく」を奪うべく、様々な悪事を企む。性格は冷酷かつ残忍。
レーダーこうもり
声 - 立壁和也（後のたてかべ和也）
ブルンガの部下で、主に情報収集や陣頭指揮を担当する。目にコウモリの羽が生えているのが特徴で、目からはビームを出す。役に立たないとブルンガの右腕で握り潰される。

### その他
ナレーター
声 - 天地真理
毎回タイトルクレジット部分で顔写真のみで登場し、優しい言葉で視聴者を本編へと導入する。
最終回では、チョビンとエクレアが地球を離れる時に次のナレーションで番組を締め括った。
天地の本編内でのナレーションは、これが最初で最後である。
エンディングでは、天地の名はクレジットされてない。

## スタッフ
- 原作 - 石森章太郎
- プロデューサー - 金原文雄、田中大三、広岡修（渡辺プロダクション）、忠隈昌（TBS）
- 制作担当 - 高瀬晃、小森徹、藤野貞義
- 演出 - りん・たろう
- 脚本 - 雪室俊一、浪江志摩、吉田喜昭、金子裕、加藤有芳、藤川桂介、いとうひさし、吉川惣司、高山由紀子、星山博之
- 絵コンテ - りん・たろう、石黒昇、池野文雄、奥田誠治、星川流介、菊田武勝、上梨満雄、原田益次
- 演出助手 - 橋本直人 他
- 演出補 - 星山博之 他
- 監修 - 鈴木伸一
- 作画監督 - 矢沢則夫
- 撮影チーフ - 坂東昭雄
- 撮影 - 坂東昭雄、星野明
- 音楽 - 萩原哲晶
- 音響ディレクター - 鳥海俊材（オムニバスプロモーション）
- 効果 - 加藤昭二（イシダサウンドプロ）
- 録音 - 高橋久義（新坂スタジオ）
- 編集 -  西出栄子（西出編集室）
- 現像 - 東洋現像所
- アニメーション制作 - スタジオ・ゼロ
- 制作協力 - 石森プロ
- 制作 - 渡辺企画、TBS

© 石森プロ・渡辺プロダクション

## 主題歌
オープニングテーマ「星の子チョビン」
作詞 - 石森章太郎 / 作曲 - 平尾昌晃 / 編曲 - 竜崎孝路 / 歌 - 藍美代子（ワーナー・パイオニア）
オープニングテーマは、1975年にフィンガー5の玉元妙子がLP『人気テレビ・マンガ主題歌』（日本フォノグラム / フィリップス、FX-8103）でカヴァーし、後に『フィンガー5 コンプリート CD BOX』に収録された。
エンディングテーマ「星のしずくの子守唄」
作詞 - 石森章太郎 / 作曲 - 平尾昌晃 / 編曲 - 竜崎孝路 / 歌 - 藍美代子（ワーナー・パイオニア）
オープニング、エンディングはVAPの『懐かしのテレビまんが主題歌大全集』（VPCG-83210）にフルサイズで収録されている。

## 放映リスト
| 話 | 放映日        | サブタイトル             |
| -- | ------------- | ------------------------ |
| 1  | 1974年 4月5日 | ぼくは王子だぞ!!         |
| 2  | 4月12日       | フェアリスターの秘密     |
| 3  | 4月19日       | 王子はえらいんだ!        |
| 4  | 4月26日       | 星のしずくがなくなった!  |
| 5  | 5月3日        | すてきなプレゼント       |
| 6  | 5月10日       | 悪魔の木をたおせ!        |
| 7  | 5月17日       | まちぶせの丘             |
| 8  | 5月24日       | 大変なおみやげ           |
| 9  | 5月31日       | トンカラ森の王者         |
| 10 | 6月7日        | 新しい仲間               |
| 11 | 6月14日       | 空をとんだぞ             |
| 12 | 6月21日       | 嵐の中の卵               |
| 13 | 6月28日       | ママ上の子守歌           |
| 14 | 7月5日        | トンカラ森に火がついた!  |
| 15 | 7月12日       | あべこべクマんどん       |
| 16 | 7月19日       | 不思議なカプセル         |
| 17 | 7月26日       | とびだした王子           |
| 18 | 8月2日        | 原始怪獣が出たぞ!        |
| 19 | 8月9日        | レーダーこうもりを追え!! |
| 20 | 8月16日       | トンカラ森が大洪水       |
| 21 | 8月23日       | ママ上消えないで!        |
| 22 | 8月30日       | 敵か味方か!? 兄弟ダヌキ  |
| 23 | 9月6日        | 暑くて寒くて大さわぎ     |
| 24 | 9月13日       | 見つけたぞ! ブルンガ基地 |
| 25 | 9月20日       | 星から来た謎の少年       |
| 26 | 9月27日       | さよならトンカラ森       |

## 放送局
系列は放送当時のものを記載。
| 放送対象地域   | 放送局       | 系列                           | 放送時間                  | 備考                                           |
| -------------- | ------------ | ------------------------------ | ------------------------- | ---------------------------------------------- |
| 関東広域圏     | 東京放送     | TBS系列                        | 金曜 19:30 - 20:00        | 製作局 現・TBSテレビ                           |
| 北海道         | 北海道放送   | TBS系列                        | 金曜 19:30 - 20:00        |                                                |
| 青森県         | 青森テレビ   | TBS系列 NET系列                | 金曜 19:30 - 20:00        |                                                |
| 岩手県         | 岩手放送     | TBS系列                        | 金曜 19:30 - 20:00        | 現・IBC岩手放送                                |
| 宮城県         | 東北放送     | TBS系列                        | 金曜 19:30 - 20:00        |                                                |
| 福島県         | 福島テレビ   | TBS系列 フジテレビ系列         | 金曜 19:30 - 20:00        |                                                |
| 新潟県         | 新潟放送     | TBS系列                        | 金曜 19:30 - 20:00        |                                                |
| 山梨県         | テレビ山梨   | TBS系列                        | 金曜 19:30 - 20:00        |                                                |
| 静岡県         | 静岡放送     | TBS系列                        | 金曜 19:30 - 20:00        |                                                |
| 中京広域圏     | 中部日本放送 | TBS系列                        | 金曜 19:30 - 20:00        | 現・CBCテレビ                                  |
| 近畿広域圏     | 朝日放送     | TBS系列                        | 金曜 19:30 - 20:00        | 現・朝日放送テレビ（NET→テレビ朝日系列）       |
| 鳥取県・島根県 | 山陰放送     | TBS系列                        | 金曜 19:30 - 20:00        |                                                |
| 岡山県         | 山陽放送     | TBS系列                        | 金曜 19:30 - 20:00        | 現・RSK山陽放送 当時の放送対象地域は岡山県のみ |
| 広島県         | 中国放送     | TBS系列                        | 金曜 19:30 - 20:00        |                                                |
| 山口県         | テレビ山口   | TBS系列 フジテレビ系列 NET系列 | 金曜 19:30 - 20:00        |                                                |
| 高知県         | テレビ高知   | TBS系列                        | 金曜 19:30 - 20:00        |                                                |
| 福岡県         | RKB毎日放送  | TBS系列                        | 金曜 19:30 - 20:00        |                                                |
| 大分県         | 大分放送     | TBS系列                        | 金曜 19:30 - 20:00        |                                                |
| 宮崎県         | 宮崎放送     | TBS系列                        | 金曜 19:30 - 20:00        |                                                |
| 沖縄県         | 琉球放送     | TBS系列                        | 金曜 19:30 - 20:00        |                                                |
| 石川県         | 北陸放送     | TBS系列                        | 月曜 - 金曜 16:55 - 17:25 | 1976年に放送                                   |
| 秋田県         | 秋田放送     | 日本テレビ系列                 | 木曜 17:20 - 17:50        |                                                |
| 山形県         | 山形放送     | 日本テレビ系列                 | 火曜 17:00 - 17:30        | 1975年に放送                                   |
| 富山県         | 富山テレビ   | フジテレビ系列                 | 月曜 - 金曜 16:00 - 16:30 | 1981年10月2日から11月16日まで放送              |

## 映像ソフト
- 星の子チョビン（VHS 全3巻、1989年11月・12月・1990年2月、大陸書房） - 初の商品化。第1話から第6話までを収録。
- 星の子チョビン LD-BOX（LD 全7枚組、1994年11月30日、キティ・フィルム） - 初の全話商品化。大陸書房版のソフトではカットされていたメインタイトルコールバックのフィルム、サブタイトル部分のフィルム、サブタイトル前の解説フィルム、未発見だった次回予告編を現存するVTRやネガフィルム等から本放送時に限りなく近い形に再現し商品化をしたソフト。
- 星の子チョビン 〜ぼくは王子だぞ!!〜（DVD、2003年12月17日、ユニバーサルミュージック、POBE-1024） - テレビアニメ版の総集編。
- 星の子チョビン 〜さよならトンカラ森〜（DVD、2003年12月17日、ユニバーサルミュージック、POBE-1025） - テレビアニメ版の総集編。
- 想い出のアニメライブラリー 第5集 星の子チョビン DVD-BOX デジタルリマスター版（2012年9月28日、TCエンタテインメント）

## コミカライズ版
講談社の子供向け雑誌『テレビマガジン』1974年1月号 - 9月号に、石森章太郎とは別の作家陣によるコミカライズ作品が掲載された。1974年1月号から4月号までは吾妻ひでおが、5月号から9月号まではすがやみつるが執筆を担当した。このうち吾妻の担当した4回分は、『マイ・コラボレーション・ワークス 吾妻ひでお コミカライズ傑作選』（復刊ドットコム、2016年）に再録されている。

## 備考
- スポンサーの関係で日本テレビの番組『コント55号のなんでそうなるの?』を同時スポンサードネットしていた一部の系列局は、夕方枠での時差スポンサードネット（TBSからの裏送り）や本放送終了後の番組販売扱いでの放送を行っていた。
- TwellVでも、2012年9月4日から2013年2月26日まで毎週火曜 7:00 - 7:30 に放送されていた（同日にリピート放送あり）。ただし同局での放送においては、オープニング最後の制作クレジット「TBS（筆記体）」が省かれる、サブタイトルが書き直される、次回予告が割愛されるなど、オリジナルとは若干異なる内容となっていた。
- 1994年に「初の全話商品化」と銘打って発売されたLD-BOX（キティ・フィルム）は、その当時に現存していた「次回予告編」「オープニングフィルム」「解説フィルム」等の素材を可能な限り集め、本放送当時の形に近づけて編集・再現した物で、このLD-BOXが唯一本放送当時の雰囲気を再現できているとされる[誰によって?]。LD-BOX発売以後の再商品化時（総集編DVD単巻、DVD-BOX）と衛星放送などでの再放送では、それらの素材は反映されていない。